# Caryocar harlingii
Caryocar harlingii är en tvåhjärtbladig växtart som beskrevs av Ghillean `Iain' Tolmie Prance och Encarn.. Caryocar harlingii ingår i släktet Caryocar och familjen Caryocaraceae. Inga underarter finns listade i Catalogue of Life.